# Chiesa di San Pantaleone (Cividale del Friuli)
La chiesa di San Pantaleone (conosciuta anche come Santa Maria delle Salette) è un luogo di culto di Cividale del Friuli, situato nella frazione di Rualis.
La chiesa fu edificata lungo la strada di origine tardoantica-altomedievale che collegava Forum Iulii a Cormones, ora Cormons e che continuava oltre il Pons Sonti, il ponte sull'Isonzo presso l'attuale Gradisca, e verso la Via Aquileia - Iulia Emona.
Nel corso dell'Ottocento la località fu oggetto di ricerca archeologica: vengono individuati i resti di un edificio interpretati come parte di un tempietto dedicato a Marte. Addossate alle strutture romane vennero alla luce alcune sepolture di età tardo antica. Nelle vicinanze si scoprirono alcuni lacerti murari e numerosi reperti di età romana che testimoniavano la presenza di una villa rustica.
Secondo la tradizione fu in questa chiesa che san Paolino benedisse l'esercito di Carlo Magno diretto contro gli Avari.